# 岡本將成
岡本 將成（おかもと しょうせい、2000年4月7日 - ）は、富山県下新川郡朝日町出身のプロサッカー選手。Jリーグ・アルビレックス新潟所属。ポジションは、ディフェンダー（DF）。

## 来歴
アルビレックス新潟のアカデミー出身。新潟U-15に所属していた2015年にはU-15日本代表に選出された。
高校3年時の2018年には2種登録選手としてトップチームに登録された。同年4月4日にデンカビッグスワンスタジアムで開催されたルヴァンカップ・グループステージ第3節横浜F・マリノス戦において先発起用され、公式戦初出場を達成した。なお、この試合では79分に2枚目のイエローカードを提示され退場している。同年7月30日にはトップチームへの昇格内定が発表された。
昇格初年の2019年には6月29日に白波スタジアムで開催されたJ2・第20節鹿児島ユナイテッドFC戦においてリーグ戦初出場を達成し、8月24日にデンカビッグスワンスタジアムで開催されたJ2・第29節ツエーゲン金沢戦においてプロA契約締結の条件である900分出場を達成した。
2020年8月、鹿児島に育成型期限付き移籍で加入した。この年はJ3リーグ戦24試合に出場し、「ファン・サポーターが選ぶベストイレブン」に選出された。
2021年からは新潟に復帰したが、8月に水戸ホーリーホックに期限付き移籍した。移籍直後の9月12日、Jエリートリーグの北海道コンサドーレ札幌戦で負傷。右大腿二頭筋肉離れの診断を受ける。その後はベンチ入りも難しくなり、水戸ではリーグ戦2試合の出場にとどまった。
2022年、鹿児島ユナイテッドFCへ期限付き移籍で復帰した。シーズン開幕当初から主力として出場し続けたが、同年7月9日、福島ユナイテッドFC戦で負傷。左第5中足骨骨折で全治約3ヶ月の診断を受ける。10月16日の宮崎戦で復帰。
2024年12月28日、契約満了に伴い、アルビレックス新潟に復帰。

## 所属クラブ
- TOHRI SC（朝日町立さみさと小学校）
- 2013年 - 2015年 アルビレックス新潟U-15（新潟市立下山中学校）
- 2016年 - 2018年 アルビレックス新潟U-18（開志学園高等学校[16]）
  - 2018年  アルビレックス新潟（2種登録選手）
- 2019年 -  アルビレックス新潟
  - 2020年8月 - 同年12月  鹿児島ユナイテッドFC（育成型期限付き移籍）
  - 2021年8月 - 同年12月  水戸ホーリーホック（期限付き移籍）
  - 2022年 - 2024年  鹿児島ユナイテッドFC（期限付き移籍）

## 個人成績
| 国内大会個人成績 | 国内大会個人成績 | 国内大会個人成績 | 国内大会個人成績 | 国内大会個人成績 | 国内大会個人成績 | 国内大会個人成績 | 国内大会個人成績 | 国内大会個人成績 | 国内大会個人成績 | 国内大会個人成績 | 国内大会個人成績 |
| 年度             | クラブ           | 背番号           | リーグ           | リーグ戦         | リーグ戦         | リーグ杯         | リーグ杯         | オープン杯       | オープン杯       | 期間通算         | 期間通算         |
| 年度             | クラブ           | 背番号           | リーグ           | 出場             | 得点             | 出場             | 得点             | 出場             | 得点             | 出場             | 得点             |
| 日本             | 日本             | 日本             | 日本             | リーグ戦         | リーグ戦         | リーグ杯         | リーグ杯         | 天皇杯           | 天皇杯           | 期間通算         | 期間通算         |
| ---------------- | ---------------- | ---------------- | ---------------- | ---------------- | ---------------- | ---------------- | ---------------- | ---------------- | ---------------- | ---------------- | ---------------- |
| 2018             | 新潟             | 35               | J2               | 0                | 0                | 1                | 0                | 0                | 0                | 1                | 0                |
| 2019             | 新潟             | 35               | J2               | 10               | 0                | -                | -                | 0                | 0                | 10               | 0                |
| 2020             | 新潟             | 4                | J2               | 0                | 0                | -                | -                | -                | -                | 0                | 0                |
| 2020             | 鹿児島           | 3                | J3               | 24               | 0                | -                | -                | -                | -                | 24               | 0                |
| 2021             | 新潟             | 4                | J2               | 0                | 0                | -                | -                | 1                | 0                | 1                | 0                |
| 2021             | 水戸             | 35               | J2               | 2                | 0                | -                | -                | -                | -                | 2                | 0                |
| 2022             | 鹿児島           | 23               | J3               | 22               | 0                | -                | -                | 0                | 0                | 22               | 0                |
| 2023             | 鹿児島           | 23               | J3               | 35               | 0                | -                | -                | 1                | 0                | 36               | 0                |
| 2024             | 鹿児島           | 23               | J2               | 31               | 0                | 1                | 0                | 0                | 0                | 32               | 0                |
| 2025             | 新潟             | 4                | J1               |                  |                  |                  |                  |                  |                  |                  |                  |
| 通算             | 日本             | 日本             | J1               |                  |                  |                  |                  |                  |                  |                  |                  |
| 通算             | 日本             | 日本             | J2               | 43               | 0                | 2                | 0                | 1                | 0                | 46               | 0                |
| 通算             | 日本             | 日本             | J3               | 81               | 0                | -                | -                | 1                | 0                | 82               | 0                |
| 総通算           | 総通算           | 総通算           | 総通算           | 124              | 0                | 2                | 0                | 2                | 0                | 128              | 0                |

- 2018年は2種登録選手

出場歴
- 公式戦初出場 - 2018年4月4日 ルヴァンカップ・グループステージ第3節 横浜F・マリノス戦 （デンカビッグスワンスタジアム）
- Jリーグ初出場 - 2019年6月29日 J2第20節 鹿児島ユナイテッドFC戦 （白波スタジアム）

## 代表歴
- U-15日本代表
- U-18日本代表